# رويشان
الرويشان قبيلة قحطانية، منهم الجزء الأكبر في اليمن ومنهم جزء في السعودية ومنهم أقلية في الإمارات العربية المتحدة ولها عدة بطون وأفخاد كثيرة وقد استقل بنو الرويشان بشيختهم في بلاد قحطان منذ القرن الثامن عشر ميلادي عن بقية أبناء عمومتهم خولان وسنحان عن سائر قبائل قحطان من اوخر عام 1050هـ.

## أشهر شيوخهم

### اليمن
من أشهر شيوخهم في اليمن الشيخ صالح الرويشان الذي كان من أعيان اليمن وتولى بلاد البيضاء من سنة 1370 هـ إلى ما بعد الثورة ثم كان محافظا في لواء تعز، ثم محافظا في لواء ابـ ثم مستشار رئيس الجمهورية لشوؤن القبائل حتى توفى سنة 1967هـ.

### المملكة العربية السعودية
وأكا عن شيوخهم في المملكة العربية السعودية فكان أشهرهم الشيخ حاتم بن محمد الرويشان والذي عين إمام وخطيب لجامع الميناء بجدة في عهد الملك فيصل بن عبد العزيز. ومن الذين خلفه من بعده وتعلموا على يده ابنه الأصغر والمعروف بالشيخ لطف الله حاتم الريمي إمام وخطيب مسجد الملك سلمان بن عبد العزيز آل سعود بجدة ثم نائب لرئيس مصرف فيصل الإسلامي بالبحرين وجدة سابقاً.

## ديارهم
واشتهر الجزء الأكبر منهم والذي ينتمي إلى خولان العالية في اليمن وهو(الجزء المتحالف مع الرئيس اليمن السابق علي عبد الله صالح) في منطقة يشرف عليها حيد شمسان بحصونه الشامخة التي تعلو قمته.
تسكن الغالبية العظمى من ال رويشان في جنوب المملكة العربية السعودية وشمال اليمن فتبدأ منازلهم من أعالي سفوح جبال عسير وظهران الجنوب في بلاد قحطان مرورا بالريث وبلاد خثعم وجيزان وريمة وحجة ومسور حتى شمال غرب محافظة صعدة في اليمن.
ويشتهرون كحال العرب البدو من بنو قحطان بكثرت هجرتهم ولهم بيوت أخرى في مختلف المناطق في اليمن لهم في المشانية والكشاور وفي السعودية في نخلان صبيا والريث في تهامة قحطان وتهامة سنحان ويشتهرون ببعد مساكنهم عن بعضهم وسكنهم في قرى متجاورة وانتشارهم في بلاد قحطان منذ اوئل القرن السابع عشر ميلادي حيث كتب عنهم بعض المستشرقين والكتاب عن عاداتهم واسلحتهم ورحلاتهم وهجرتهم.
ويسكنون عدة مناطق في بلاد قحطان من قرى ومدن ومنهم من هاجر إلى الحجاز ونجد منذ نشأت المملكة العربية السعودية وهاجر إلى الإمارات العربية المتحدة بعد سقوط الإمامة في اليمن اقلية منهم.

## أصولهم
لال الرويشان أقسام عديدة وكلها أصولها من قحطان ويقال عنهم نخلان قحطان، قيل لسببين:-
1. لأن منهم جزء كبير سكن قرية نخلان بمحافظة صبيا في جيزان.
2. قيل لانهم لا يسكن فيهم منهو من غير أصول خولانية أو سنحانية فلا يسمى بهم دخيل، ولعدم رغبتهم في أن يدخل عليهم نسب غريب حيث أنه في حروب الدولة العثمانية دخل العديد من الأتراك إلى جنوب شبه الجزيرة وتخالطو وتجانسو مع بعض قبائل العرب فما كان منهم إلا عدم قبول الانساب الدخيلة من خارج قبائل قحطان وذللك لعزتهم بالانتماء قحطان وإلى هود ولذلك قيل انهم قحطان العالية كالنخيل في ارتفاعها لا يطولها المارة.

## أقسام ال الرويشان
- ال الشيبة
- ال أحمد
- ال ناصر
- ال قائد
- ال ناجي
- ال صالح
- ال مطهر
- ال ظافر
- ال علي

ينتشر بين جميع افراد الرويشان مورثة J-M267 كما وانه يجتمع مع قبائل عبيدة ووخولان وسنحان في by9